# ピッグマン (未確認動物)
ピッグマン（Pig Man）とは、UMAの一種。直訳するとブタ男（ぶたおとこ）。アメリカ、日本で目撃されている。

## 代表的な目撃例
目撃例の多くが、アメリカ内陸部の田舎町に集中している。バーモント州、インディアナ州に代表的な目撃例がある。
「車の往来があまりない道路を走っていると、ピッグマンが追いかけてくる」というのが定説である。他の獣人型UMAの中でも、特に都市伝説色が強く、そのネーミングもあって滑稽な存在である。
日本でも、1990年代に埼玉県から千葉県にかけて目撃例があったとされる。

## 外見
多くの目撃者によると、名前の通り「ブタのような顔を持つ怪物」とされる。ヒツジ男やワニ男のように体は人間に似ているといわれており、二足歩行をすることから、一種の獣人と考えられる。モンキーマン、アスワング、ドッグマン、カエル男、蛾男（モスマン）、ヒツジ男（ヤギ男）、フクロウ男（オウルマン、アウルマン）、ワニ男、トカゲ男と同様の、半獣半人タイプ。
しかし、「顔が人間で体がブタ」、という目撃例もある（つまり人面豚）。

## 仮説
ピッグマンについては、以下のような仮説がある。
- 未発見の生物
- 地球外生命
- 人間（もしくは動物）の突然変異
- 人間（もしくは動物）の奇形[1]
- ヒツジ男と同種、あるいは近似種
- モンキーマンと同種、あるいは近似種
- 宇宙人のペット
- 気のせい